# Longitarsus gilli
Longitarsus gilli es una especie de insecto coleóptero de la familia Chrysomelidae. Fue descrita científicamente en 1988 por Gruev & Askevold.